# 神樂 (銀魂)
神樂（Kagura）是日本漫畫和動畫作品《銀魂》的虛構角色，為該作品女主角。

## 設計
角色定位源自於《竹取物語》的輝夜姬，名字則是源自於北海道的神樂町。

## 人物
神樂為天人，出身自宇宙最強戰鬥種族「夜兔」。現任萬事屋三人組中的唯一女性。外貌為橘紅髮，藍眼，頭髮兩端綁著球狀髮髻(據434話指出該髮髻其實是隨便便星的兜襠布)。
星海坊主的長女，神威的妹妹，但因兩人想法不同而感情不佳。

### 形象
衣著多樣，但基本上都是中華風格，常穿著紅色旗袍或是功夫鞋，說話時有中國口音（句末常有、的口癖）。由於血統關係，食慾異常旺盛，且重視量多於質，對米飯十分執著，認為沒有吃到米飯就不像吃過一餐，尤愛生蛋拌飯。平時零食則喜愛吃醃昆布。
作為夜兔，擁有怪力和快速的傷口復原能力；但與大多數夜兔族人不同，不喜愛無謂的殺生，平時會抑制暴力本能。若解封夜兔之血後戰鬥力會大增，但亦會失去理性敵我不分地一律攻擊。
對音樂的喜好為演歌。非常喜歡動物，以前也養過寵物（都叫定春），但最後都死在她不小心施展的怪力之下，例如看沖田的獨角仙打架過於入神而把自己的寵物糞金龜捏死。
稱呼銀時「小銀」（銀ちゃん）。自加入萬事屋後，學會許多銀時的習慣，行為舉止口氣等都與他相像，包含挖鼻孔，有縮小版阿銀之稱。
也有堅強的一面，即使失憶的銀時明言解散萬事屋，仍等待著銀時回來過三人組的日子。毫無野心，而且思想簡單直白的個性與中二病的哥哥恰好相反。例如聖誕節只要收到豬肉包作為禮物就已經心滿意足；被聲稱任何事情都能夠實現的「夢幻教」的教主斗夢問及夢想時，亦僅僅只是希望在一碗飯裡放一整樽甜醬油煮海帶，然後滿滿地吃個飽。另外，神樂亦是萬事屋裡最易受騙的人，曾被電話騙徒所騙。話雖如此，但由於受到地球每晚播放的電視劇所影響，因此亦相當喜歡裝作成熟的大人，發表各種對愛情及人生的大小觀點及道理。

### 經歷
幼年時期住在陰暗多雨的「烙陽星」，大部份時間與母親江華在一起。神晃為求幫江華延長壽命終日在外，而不理解其父母的神威到後來也離家出走。江華逝世之後離開烙陽前往江華嚮往的地球，陰差陽錯加入了萬事屋，展開一場又一場的冒險。

## 人物關係
剛加入萬事屋初期，已經對銀時依賴及信任。即使加入萬事屋組才不久，其父親星海坊主欲前來地球打算接回神樂時，仍想方設法說服對方讓自己留下。跟銀時和新八相處猶如家人一般，而雖然對所有人嘴上都挺刻薄，但對志村妙卻是必恭必敬地稱為大姐頭。跟寵物定春關係極好，是三人組裡最能控制定春的。
自稱為歌舞伎町的女王。和將軍的妹妹微微公主（徳川そよ）是好友，還教她吃醋昆布、拍大頭照、逛街等。另外，也是長谷川泰三別名Madao的創作者。當與真選組對抗時，經常對標沖田，二人也常常針鋒相對，即使合作時也充滿互坑精神。自《忍者篇》後，便被桂稱為首領。

### 家族
年幼時，母親江華因病去世。父親——神晃是被人稱為「宇宙最強異形獵人」的星海坊主。兄長為宇宙海賊「春雨」的第七師團團長——神威。
習慣稱母親為「媽咪」；稱父親為「爸比（漫畫版曾誤譯為人名「帕比」）」；而對待兄長則會連名帶姓地直呼其名「神威」，或以「白痴大佬」來稱呼對方。

## 劇中表現

五年後
劇場版『永遠的萬事屋』

### 初登場
為暴力組織「班池組」所雇的打手，原想逃離但被銀時的車撞倒，最後加入萬事屋。
在大江戶兒童公園遇見失業的長谷川泰三，給他取個綽號MADAO「廢物叔」（マダオ，又譯「無用男」）令他十分苦惱。

### 星海坊主篇
被電話騙徒騙往銀行後被外星怪物所襲擊，幸得父親星海坊主及時相救。銀時原本想讓她跟星海坊主在一起便擱下狠話，但當超大型怪物來襲時還是奮不顧身拯救了神樂。星海坊主見此亦奮力擋住松平片栗虎的大炮救下眾人。此事之後，神樂得以留在地球跟銀時待在一起，繼續萬事屋的事業。

### 狛神篇
為了救下喝了草莓牛奶而發狂的定春，神樂、銀時、新八以及巫女們展開連串冒險。

### 紅櫻篇
因為桂和銀時都被襲，新八和神樂兵分兩路；神樂潛入鬼兵隊的船裡遇上了來島又子和武市變平太，結果被擒。來島等人原本想用她作為要脅來阻止桂一派的飛船但失敗，在被炮轟之前被新八救起。二人後幾乎被高杉斬殺，幸有桂前來營救。兩派對峙之下，神樂見證似藏之死並跟隨伊利沙白等人撤退。

### 九兵衛篇
與新八等一同挑戰柳生一族，單挑西野摑被反制被弄斷手，跟總悟合作以犠牲他的方式打敗西野。見證兩方大將之戰後，與銀時等人離開。

### 吉原炎上篇
銀時為了讓晴太看見日輪殺入吉原，但卻被神威所介入。阿伏兔一人對戰新八和神樂仍然遊刃有餘，新八被陷入絕境之際神樂夜兔本能覺醒，就算缺乏實戰經驗還是打敗了阿伏兔。然而，就在情況快要失控之時被新八喚回，後與其一同接應晴太拉開天窗使陽光灑入吉原。事後對於自己不能控制好夜兔之血感到非常挫敗，立志要變得更強。

### 六角篇
和沖田一同被創界黨的人以六角霧江為要脅擄走，為保護霧江不受真相而崩潰將之弄暈，其後透過狂嘔不止使眾人脫困。逃跑時被來福槍射中，沖田為救二人孤身迎戰創界黨一眾，神樂也因此和霧江成功逃出。

### 四天王篇
登勢受傷後銀時揚言解散萬事屋，神樂並沒有理會還是回來一同保衛登勢酒館，在西鄉的放水下在一對一裡被神樂擊倒。神樂便與新八等潛入華陀的基地救出輝彥，並與銀時相聚。

### 傾城篇
當眾人思考如何進城的時候，神樂透過和將軍德川茂茂的妹妹微微的交情關係，順利和眾人入城。隨著佐佐木异三郎遇刺，前将军德川定定判定神乐一行与今井信女為行刺的犯人將其囚禁，作为看守的真选组暗地幫助一行人順利逃出。藉著微微公主的掩护，神樂、银时、月詠等人一路闖至江户城天守阁，其後神樂和和新八接受銀時的安排，带著重伤的六转舞藏逃走。

### 性別轉換篇
變成了大鬍子的超級獨眼龍壯漢，把自己當成夏侯惇一般的存在，並自稱為「神樂惇」，一知道自己性轉就把自己的那根拔了。身穿鎧甲且騎著白馬「赤兔馬春（不知為何馬化的定春）」。

### 裝病篇
神樂因為被太陽暴曬之下生病，因為夜兔身體構造地球的醫生並不熟悉，結果被判為絕症。神樂籍著病重向身邊的人予取予求，但謊言越滾越大之下一直找不到機會承認。正常所有人替他們舉辦喪禮之時，神樂被沖田看穿，後者連同微微公主對神樂以及相對無辜的銀時及新八展開胡鬧的報復。

### 神樂男友篇
在微微公主的穿針引線之下，神樂跟巨人國的王子認識，後者更執意要娶其為妻。銀時和星海坊主表現得像兩個女兒奴一樣對其男友既緊張又失態，但當王子想強搶神樂，事情便開始一發不可收拾......

### HDZ48篇
寺門通為求改變，和被星探發掘的神樂組成新組合，但隨著外星偶像HDZ48的挑戰，萬事屋和Diamond Perfume都出手了。

### 將軍暗殺篇
為防範將軍上京時遭遇暗殺事件，神樂以陸路影武者隊伍的一員隨行，不巧在伊賀村與夜兔族大軍窄路相逢，最後只剩萬事屋三人保護茂茂。在村子出口，神樂跟神威再次對決，卻被天道眾影響中斷決鬥。神樂與神威離開後找到銀時和高杉。神樂把銀時帶離戰場後與新八會合，見證茂茂和天導眾的對峙，並在最後回到江戶。

### 再見了真選組篇
德川茂茂遭投毒身亡、近藤勋被捕後，真选组被勒令解散，得知近藤勋將被處刑消息的萬事屋與土方及伊丽莎白等人趕往黑绳岛协助近藤和桂越狱。神樂則在期間為了讓眾人團結一致，阻止冲田总悟与今井信女继续厮杀。

### 烙陽決戰篇
為了找尋神威，神樂獨自一人離開萬事屋加入了鬼兵隊餘黨展開同時找尋神威和高杉的行動。銀時和新八便坐上快援隊的飛船亦一同前往烙陽星，在攘夷四人組會合之後，銀時、新八和定春離開大隊前往找尋神樂。後來，因神晃被虛擊倒而欲把之殺害的神威被神樂擋住。與銀時一戰又令神威夜兔之血暴走，即使眾人車輪戰仍落下風。神樂抱著要把哥哥叫回來的決心，最終成功將其喚醒。在二人最後一擊中，大家都沒有打中對方，神樂最後把神威抱住，後者亦靜了下來，安穩地睡在神樂的膝上。

### 銀之魂篇
回到歌舞伎町萬事屋三人隨即捲入與天人聯軍的戰鬥，眾人捱到晚上之後被夜兔族的傭兵突襲。在神樂和神威合作之下，傭兵老大孫老師被擊倒。接著，眾人群戰虛，並將之封在龍脈之中。戰役過後，銀時、神樂、新八各自分道揚鑣，神樂為了尋找解救定春的方法而選擇離開萬事屋。兩年後她並沒能找到把定春救回來的方法，卻習得控制身體大小的技能，並再次回到江戶。在與新八再會之後重新加入萬事屋並成為副社長。最終隨著銀時回歸，三人一狗在能量塔中重聚，並協助松陽解救地球的危機。在結局裡，繼續以萬事屋副社長的身份活躍。

## 武器
- 夜兔族的傘

由於夜兔族的膚質禁不起太陽的日曬，因此他們平常傘不離手。一般都可以作武器用，而神樂的傘更有機關槍以迎擊敵人，也可以用作擋子彈；在芙蓉篇中，曾被源外改造成粒子砲（發射後要再充電，充電期間只能噴出醬油)。